# Dấu hiệu hội tụ
Trong toán học, các dấu hiệu hội tụ (hay tiêu chuẩn hội tụ) là các phương pháp kiểm tra sự hội tụ, hội tụ có điều kiện, hội tụ tuyệt đối, khoảng hội tụ hay phân kỳ của một chuỗi vô hạn {\displaystyle \sum _{n=1}^{\infty }a_{n}}.

## Danh sách các dấu hiệu hội tụ

### Giới hạn của các số hạng
Nếu giới hạn của dãy các số hạng của chuỗi là không xác định hoặc khác 0, tức là {\displaystyle \lim _{n\to \infty }a_{n}\neq 0} thì chuỗi phải là phân kỳ. Theo nghĩa này, dãy các tổng riêng là Cauchy chỉ khi giới hạn này là tồn tại và bằng 0. Tuy nhiên, dấu hiệu này không chỉ ra một chuỗi có hội tụ hay không nếu thỏa mãn giới hạn của các số hạng bằng 0.

#### Chứng minh
Đặt {\displaystyle S_{n}=a_{1}+a_{2}+...+a_{n}.} Do chuỗi {\displaystyle \sum _{n=1}^{\infty }a_{n}} hội tụ nên dãy {\displaystyle (S_{1},S_{2},S_{3},...)} là dãy cơ bản. Theo đó với mỗi số thực {\displaystyle \varepsilon >0} tồn tại số {\displaystyle n_{0}} sao cho với mọi {\displaystyle n>n_{0}} ta có {\displaystyle \varepsilon >|S_{n+1}-S_{n}|} hay {\displaystyle |a_{n+1}|<\varepsilon .} Điều này chứng tỏ {\displaystyle \lim _{n\to \infty }a_{n}=0.}

### Dấu hiệu tỉ số
Dấu hiệu này còn được gọi là tiêu chuẩn d'Alembert.
Xét hai giới hạn
{\displaystyle L_{+}=\limsup _{n\to \infty }\left|{\frac {a_{n+1}}{a_{n}}}\right|,L_{-}=\liminf _{n\to \infty }\left|{\frac {a_{n+1}}{a_{n}}}\right|.}
Nếu {\displaystyle L_{+}<1} thì chuỗi hội tụ tuyệt đối. Nếu {\displaystyle L_{-}>1} thì chuỗi phân kỳ. Nếu {\displaystyle L_{-}\leq 1\leq L_{+}} thì chưa thể có kết luận, và chuỗi có thể hội tụ hoặc phân kỳ.

#### Chứng minh
Đặt {\displaystyle c_{n}=\left|{\frac {a_{n+1}}{a_{n}}}\right|.} Nếu {\displaystyle L_{+}<1} thì theo định nghĩa giới hạn trên của dãy số tồn tại một số {\displaystyle c} dương sao cho {\displaystyle L_{+}<c<1} và số {\displaystyle N} sao cho {\displaystyle c_{n}<c} hay {\displaystyle |a_{n+1}|<c|a_{n}|} với mọi {\displaystyle n\geq N.} Từ đây ta truy toán được {\displaystyle |a_{n+N}|<c^{n}|a_{N}|} với mọi {\displaystyle n\geq 1.} Khi đó
{\displaystyle \sum _{n=0}^{\infty }|c_{n+N}|<\sum _{n=0}^{\infty }c^{n}|a_{N}|=|a_{N}|\sum _{n=0}^{\infty }c^{n}.}
Chuỗi {\displaystyle 1+c+c^{2}+...} là chuỗi hình học với công sai {\displaystyle c\in (0;1),} suy ra ta có đẳng thức {\displaystyle 1+c+c^{2}+...={\frac {1}{1-c}},} do đó
{\displaystyle |a_{0}|+|a_{1}|+...=\sum _{k=0}^{N-1}|a_{k}|+\sum _{n=N}^{\infty }|a_{n}|<\sum _{k=0}^{N-1}|a_{k}|+{\frac {|a_{N}|}{1-c}}<\infty .}
Vậy chuỗi hội tụ tuyệt đối. Ngược lại nếu {\displaystyle L_{-}>1} thì theo định nghĩa giới hạn dưới của dãy số ta tìm được số dương {\displaystyle d} sao cho {\displaystyle 1<d<L_{-}} và tồn tại {\displaystyle p\in \mathbb {N} } sao cho {\displaystyle |a_{p}|>0} đồng thời {\displaystyle |a_{n+p}|>d^{n}|a_{p}|} với mọi {\displaystyle n\geq 1.} Do {\displaystyle d>1} nên {\displaystyle d^{n}\to \infty } khi {\displaystyle n\to \infty }, do đó {\displaystyle |a_{n+p}|\to \infty } khi {\displaystyle n\to \infty }, do đó dãy {\displaystyle (a_{0},a_{1},...)} không hội tụ về {\displaystyle 0} nên chuỗi phân kỳ theo tiêu chuẩn giới hạn của các số hạng.

### Dấu hiệu căn
Dấu hiệu này còn được gọi là dấu hiệu căn bậc n hay tiêu chuẩn căn Cauchy.
Đặt
{\displaystyle r=\limsup _{n\to \infty }{\sqrt[{n}]{|a_{n}|}},}
trong đó {\displaystyle \limsup } ký hiệu cho giới hạn trên (có thể là {\displaystyle \infty }; nếu tồn tại giới hạn nó là cùng một giá trị).
Nếu r < 1 thì chuỗi hội tụ, nếu lớn hơn thì chuỗi phân kỳ. Nếu r = 1 thì chưa thể có kết luận từ dấu hiệu căn, và chuỗi có thể hội tụ hoặc phân kỳ.
Dấu hiệu căn là mạnh hơn dấu hiệu tỉ số: trong khi dấu hiệu tỉ số có thể xác định sự hội tụ hay phân kỳ của một chuỗi vô hạn thì dấu hiệu căn cũng xác định được, nhưng đảo lại không đúng. Ví dụ, với chuỗi
1 + 1 + 0.5 + 0.5 + 0.25 + 0.25 + 0.125 + 0.125 +... = 4,
sự hội tụ được suy ra từ dấu hiệu căn nhưng dấu hiệu tỉ số lại không kết luận được.

#### Chứng minh
Nếu {\displaystyle r<1} thì tồn tại số {\displaystyle N} và {\displaystyle c\in (r;1)} sao cho {\displaystyle {\sqrt[{n}]{|a_{n}|}}<c} hay {\displaystyle |a_{n}|<c^{n}} với mọi {\displaystyle n\geq N}. Khi đó {\displaystyle \sum _{n=N}^{\infty }|a_{n}|<|a_{N}|\sum _{n=0}^{\infty }c^{n}={\frac {|a_{N}|}{1-c}}<\infty } nên suy ra được chuỗi hội tụ tuyệt đối. Ngược lại, nếu có vô hạn {\displaystyle n} sao cho {\displaystyle {\sqrt[{n}]{|a_{n}|}}>1} thì {\displaystyle |a_{n}|>1} với vô hạn {\displaystyle n}, khi đó chuỗi phân kỳ theo tiêu chuẩn giới hạn của các số hạng.

### Tiêu chuẩn tích phân
Chuỗi có thể được so sánh với một tích phân để xét sự hội tụ hay phân kỳ. Cho {\displaystyle f:[1,\infty )\to \mathbb {R} _{+}} là một hàm số không âm và đơn điệu giảm sao cho {\displaystyle f(n)=a_{n}}. Nếu tích phân vô định{\displaystyle \int _{1}^{\infty }f(x)\,dx=\lim _{t\to \infty }\int _{1}^{t}f(x)\,dx}là hữu hạn thì chuỗi hội tụ. Nhưng nếu tích phân trên là phân kỳ thì chuỗi cũng phân kỳ. Nói cách khác chuỗi {\displaystyle {a_{n}}} hội tụ khi và chỉ khi tích phân hội tụ.

#### Dấu hiệu p-chuỗi
Một hệ quả thường được sử dụng của tiêu chuẩn tích phân là dấu hiệu p-chuỗi. Cho số {\displaystyle k>0}. Vậy thì chuỗi {\displaystyle \sum _{n=k}^{\infty }{\bigg (}{\frac {1}{n^{p}}}{\bigg )}} hội tụ khi và chỉ khi {\displaystyle p>1}.
Trường hợp {\displaystyle p=1,k=1} ta có chuỗi điều hòa, là một chuỗi phân kỳ. Trường hợp {\displaystyle p=2,k=1} là bài toán Basel và chuỗi hội tụ đến {\displaystyle {\frac {\pi ^{2}}{6}}}. Tổng quát, với {\displaystyle p>1,k=1}, chuỗi bằng hàm zeta Riemann áp dụng với {\displaystyle p} tức là {\displaystyle \zeta (p)}.

### Tiêu chuẩn so sánh trực tiếp
Nếu chuỗi {\displaystyle \sum _{n=1}^{\infty }b_{n}} là một chuỗi hội tụ tuyệt đối và các số hạng {\displaystyle |a_{n}|\leq |b_{n}|} với n đủ lớn, thì chuỗi {\displaystyle \sum _{n=1}^{\infty }a_{n}} cũng hội tụ tuyệt đối.

### Tiêu chuẩn so sánh giới hạn
Nếu {\displaystyle \{a_{n}\},\{b_{n}\}>0}, (tức là mỗi phần tử của hai dãy là dương) và giới hạn {\displaystyle \lim _{n\to \infty }{\frac {a_{n}}{b_{n}}}} tồn tại, hữu hạn và khác 0 thì {\displaystyle \sum _{n=1}^{\infty }a_{n}} phân kỳ khi và chỉ khi {\displaystyle \sum _{n=1}^{\infty }b_{n}} phân kỳ.
Nói cách khác, các chuỗi trên là cùng hội tụ hoặc cùng phân kỳ.

### Tiêu chuẩn Cauchy nén
Cho {\displaystyle \left\{a_{n}\right\}} là một dãy dương không tăng. Vậy thì tổng vô hạn {\displaystyle A=\sum _{n=1}^{\infty }a_{n}} hội tụ khi và chỉ khi tổng {\displaystyle A^{*}=\sum _{n=0}^{\infty }2^{n}a_{2^{n}}} hội tụ. Hơn nữa, nếu chúng hội tụ thì bất đẳng thức {\displaystyle A\leq A^{*}\leq 2A} được thỏa mãn.

### Dấu hiệu hội tụ tuyệt đối
Mọi chuỗi hội tụ tuyệt đối thì đều hội tụ. Tuy nhiên điều ngược lại không đúng, những chuỗi như vậy gọi là chuỗi hội tụ có điều kiện. Đối với những chuỗi số thực hội tụ có điều kiện ta có thể sắp xếp lại các {\displaystyle a_{n}} sao cho ta được chuỗi mới {\displaystyle \sum _{n=0}^{\infty }a_{\sigma (n)}} hội tụ về bất kỳ số thực nào hoặc phân kỳ, đây chính là định lý chuỗi Riemann. Do đó khi làm việc với các chuỗi ta không được sắp xếp lại các {\displaystyle a_{n}} nếu chưa xác định được chuỗi có hội tụ tuyệt đối không vì nó có thể tạo ra một chuỗi mới hội tụ hoặc phân kỳ.

#### Chứng minh
Đặt {\displaystyle b_{n}=|a_{0}|+...+|a_{n}|} và {\displaystyle S_{n}=a_{0}+...+a_{n}}. Dãy {\displaystyle (b_{0},b_{1},b_{2},...)} là dãy cơ bản nên với mỗi {\displaystyle \varepsilon >0} tồn tại số nguyên dương {\displaystyle N} sao cho với mọi {\displaystyle m>n\geq N} ta có
{\displaystyle \varepsilon >b_{m}-b_{n}=\sum _{k=n}^{m}|a_{k}|\geq \left|\sum _{k=n}^{m}a_{k}\right|=|S_{m}-S_{n}|,}
trong đó bất đẳng thức sau cùng đúng do bất đẳng thức tam giác. Điều này chứng tỏ dãy {\displaystyle (S_{n})_{n=1}^{\infty }} cũng là dãy cơ bản nên chuỗi {\displaystyle \sum _{n=0}^{\infty }a_{n}} hội tụ.

### Dấu hiệu Abel
Giả thiết rằng các điều kiện sau đây được thỏa mãn:
1. {\displaystyle \sum a_{n}} là một chuỗi hội tụ,
2. {\displaystyle \left\{b_{n}\right\}} là một dãy đơn điệu, và
3. {\displaystyle \left\{b_{n}\right\}} bị chặn.

Vậy thì chuỗi {\displaystyle \sum a_{n}b_{n}} cũng hội tụ.

### Dấu hiệu Dirichlet
Giả sử có dãy số thực {\displaystyle (a_{n})} và dãy phức {\displaystyle (b_{n})} thoả mãn
- Dãy {\displaystyle (a_{n})} đơn điệu và {\displaystyle \lim _{n\to \infty }a_{n}=0}.
- Tồn tại hằng số {\displaystyle C} sao cho {\displaystyle \left|\sum _{k=1}^{n}b_{n}\right|\leq C} với mọi số nguyên dương {\displaystyle n}.

Khi đó chuỗi {\displaystyle S=\sum _{n=1}^{\infty }a_{n}b_{n}} hội tụ.

#### Chứng minh
Đặt {\displaystyle S_{n}=\sum _{k=1}^{n}a_{k}b_{k}} và {\displaystyle B_{n}=\sum _{k=1}^{n}b_{k}}. Theo khai triển Abel ta có
{\displaystyle S_{n}=\sum _{k=1}^{n}a_{k}b_{k}=a_{n}B_{n}+\sum _{k=1}^{n-1}B_{k}(a_{k}-a_{k+1}).}
Do dãy {\displaystyle (B_{n})_{n=1}^{\infty }} bị chặn nên {\displaystyle a_{n}B_{n}\to 0} khi {\displaystyle n\to \infty }. Theo định nghĩa của chuỗi ta có
{\displaystyle {\begin{aligned}S&=\lim _{n\to \infty }S_{n}\\&=\lim _{n\to \infty }a_{n}B_{n}+\lim _{n\to \infty }\sum _{k=1}^{n-1}B_{k}(a_{k}-a_{k+1})\\&=\sum _{n=1}^{\infty }B_{n}(a_{n}-a_{n+1}).\end{aligned}}}
Theo bất đẳng thức tam giác ta có
{\displaystyle {\begin{aligned}\left|\sum _{n=1}^{\infty }B_{n}(a_{n}-a_{n+1})\right|&\leq \sum _{n=1}^{\infty }{\big |}B_{n}(a_{n}-a_{n+1}){\big |}\\&\leq C\sum _{n=1}^{\infty }|a_{n}-a_{n+1}|.\end{aligned}}}
Không mất tính tổng quát giả sử dãy {\displaystyle (a_{n})} giảm ngặt, vì nếu không ta có thể thay {\displaystyle S} bởi {\displaystyle -S}. Lúc này {\displaystyle |a_{n}-a_{n+1}|=a_{n}-a_{n+1}} nên chuỗi {\displaystyle C\sum _{n=1}^{\infty }|a_{n}-a_{n+1}|} là chuỗi lồng nhau, khi đó ta dễ dàng có
{\displaystyle C\sum _{n=1}^{\infty }|a_{n}-a_{n+1}|=C\sum _{n=1}^{\infty }(a_{n}-a_{n+1})=Ca_{1},}
và điều này chứng tỏ rằng chuỗi {\displaystyle \sum _{n=1}^{\infty }B_{n}(a_{n}-a_{n+1})} hội tụ tuyệt đối nên chuỗi {\displaystyle S} cũng hội tụ.

### Tiêu chuẩn hội tụ cho chuỗi đan dấu
Giả thiết rằng các điều kiện sau đây được thỏa mãn đối với dãy {\displaystyle (a_{n})}, đó là
- {\displaystyle \lim _{n\to \infty }a_{n}=0} và
- dãy {\displaystyle (a_{n})} đơn điệu.

Vậy {\displaystyle \sum _{n=k}^{\infty }(-1)^{n}a_{n}} và {\displaystyle \sum _{n=k}^{\infty }(-1)^{n+1}a_{n}} là các chuỗi hội tụ. Tiêu chuẩn này còn được gọi là tiêu chuẩn Leibniz.
Tiêu chuẩn này chỉ là một hệ quả của tiêu chuẩn Dirichlet ở trên, bởi vì ta có thể chọn
{\displaystyle b_{n}=(-1)^{n}\Longrightarrow \left|\sum _{k=1}^{n}b_{k}\right|\leq 1.}
Đối với các chứng minh khác, bạn đọc có thể xem tại đây.

### Dấu hiệu hội tụ Raabe–Duhamel
Cho dãy {\displaystyle a_{n}>0}.
Định nghĩa dãy
{\displaystyle b_{n}=n\left({\frac {a_{n}}{a_{n+1}}}-1\right).}
Nếu giới hạn
{\displaystyle L=\lim _{n\to \infty }b_{n}}
tồn tại thì có ba khả năng:
- nếu L > 1 thì chuỗi hội tụ
- nếu L < 1 thì chuỗi phân kỳ
- còn nếu L = 1 thì chưa thể kết luận.

Một công thức khác của dấu hiệu này như sau. Cho Σan là một chuỗi số thực. Vậy thì nếu b > 1 và tồn tại một số tự nhiên K sao cho
{\displaystyle \left|{\frac {a_{n+1}}{a_{n}}}\right|\leq 1-{\frac {b}{n}}}
với mọi n > K thì chuỗi Σan hội tụ.

### Dấu hiệu Bertrand
Cho { an } là một dãy số dương.
Định nghĩa
{\displaystyle b_{n}=\ln n\left(n\left({\frac {a_{n}}{a_{n+1}}}-1\right)-1\right).}
Nếu tồn tại giới hạn
{\displaystyle L=\lim _{n\to \infty }b_{n}}
thì có ba khả năng:
- nếu L > 1 thì chuỗi Σan hội tụ
- nếu L < 1 thì chuỗi Σan phân kỳ
- còn nếu L = 1 thì chưa thể kết luận.

### Dấu hiệu Gauss
Cho { an } là một dãy số dương.  Nếu {\displaystyle {\frac {a_{n}}{a_{n+1}}}=1+{\frac {\alpha }{n}}+O\left({\frac {1}{n^{\beta }}}\right)} với một số β > 1, thì {\displaystyle \sum a_{n}} hội tụ nếu α > 1 và phân kỳ nếu α ≤ 1.

### Chú ý
Đối với một số loại chuỗi cụ thể thì có thể các dấu hiệu hội tụ chuyên biệt hơn, thí dụ đối với chuỗi Fourier có dấu hiệu Dini.

## Thí dụ
Xét chuỗi
{\displaystyle (*)\;\;\;\sum _{n=1}^{\infty }{\frac {1}{n^{\alpha }}}.}
Theo tiêu chuẩn Cauchy nén, (*) hội tụ hữu hạn khi
{\displaystyle (**)\;\;\;\sum _{n=1}^{\infty }2^{n}\left({\frac {1}{2^{n}}}\right)^{\alpha }}
cũng hội tụ hữu hạn. Bởi
{\displaystyle \sum _{n=1}^{\infty }2^{n}\left({\frac {1}{2^{n}}}\right)^{\alpha }=\sum _{n=1}^{\infty }2^{n-n\alpha }=\sum _{n=1}^{\infty }2^{(1-\alpha )n}}
(**) là một chuỗi hình học với công bội {\displaystyle 2^{(1-\alpha )}}. (**) hội tụ hữu hạn khi công bội của nó nhỏ hơn 1 (tức là {\displaystyle \alpha >1}). Vì thế, (*) hội tụ hữu hạn khi và chỉ khi {\displaystyle \alpha >1}.

## Sự hội tụ của tích
Trong khi hầu hết các dấu hiệu đề cập đến sự hội tụ của các chuỗi vô hạn, chúng cũng có thể được sử dụng để cho thấy sự hội tụ hay phân kỳ của các tích vô hạn. Điều này có được là do định lý sau: Cho {\displaystyle \left\{a_{n}\right\}_{n=1}^{\infty }} là một dãy số dương. Vậy thì tích vô hạn {\displaystyle \prod _{n=1}^{\infty }(1+a_{n})} hội tụ khi và chỉ khi chuỗi {\displaystyle \sum _{n=1}^{\infty }a_{n}} hội tụ. Và tương tự, nếu thỏa mãn {\displaystyle 0<a_{n}<1}, thì {\displaystyle \prod _{n=1}^{\infty }(1-a_{n})} tiến đến một giới hạn khác 0 khi và chỉ khi chuỗi {\displaystyle \sum _{n=1}^{\infty }a_{n}} hội tụ.
Có thể chứng minh điều đó bằng cách lấy logarit của tích và dùng dấu hiệu so sánh giới hạn.